# Orchestre National des Pays de la Loire
A Orchestre National des Pays de la Loire é uma orquestra filarmônica baseada nas cidades de Angers e Nantes, na França. Criada pela iniciativa do diretor de música do Ministério de Cultura da frança, ela constitui-se na fusão das Orchestre de l'opéra de Nantes e  Orchestre de la Société des Concerts Populaires d'Angers. Realizou seus primeiros concertos em setembro de 1971 em Nantes e Angers.

## Diretores Musicais
- Pierre Dervaux (1971-1976)
- Marc Soustrot (1976-1994)
- Hubert Soudant (1994-2004)
- Isaac Karabtchevsky (2004-2009)
- John Axelrod (2010- presente)